# Tae-chu
Tae-chu（タエチュー）は、Taeとヨースケの男女2人による日本の音楽ユニット。シンガーソングライターで宮城県丸森町在住のTaeと、編曲家・音楽プロデューサーのヨースケによるもの。丸森町を拠点に活動。2013年に結成。2023年5月4日金蛇水神社花まつりでの出演を最後に解散。

## 概要
2013年に結成された音楽事務所に所属していないインディーズの音楽グループ。主な活動は、仙台市内と東京およびその近郊のライブハウス出演と、地元の宮城県丸森町、角田市のイベントのフリーライブである。
Tae-chuの名称の由来は、「Tae」はボーカルの名前、「chu」は居酒屋で結成の談義中に飲んでいた杏露酒(シンルチュウ)からとった名前で、音が可愛いからという理由でつけられた。リリースされている楽曲のほとんどはTaeが作詞・作曲を行い、ヨースケが編曲を行っている。
自主制作のCDは、主にTae-chuの演奏会場、Tae-chu公式ホームページ、宮城県大河原町のショッピングモール「フォルテ」内ミュージックショップスマイルで購入可能である。活動拠点の地元の喫茶店や商店でも置いているところがある。

## 来歴
- 2013年
  - 2月10日、Tae-chu結成。結成当時は3人組のバンドグループとしてスタートしたが[1]、約3ヶ月程で「Tae」「ヨースケ」の2人組のユニットとなっている。
  - 3月19日、初のライブを仙台の吹奏楽酒場「宝島。」で行った。
  - 5月11日、Tae-chu初のCD「Tae-Chu」をリリース。リリース日当日、仙台のFM局「エフエム仙台」にゲスト出演した。さらにCDジャケットデザインを担当した「はらだかおる」と仙台市天文台で、コラボレーションイベントを行った[2]。
  - 6月3日、Tae-chuオフィシャルホームページ開設。オンラインショップも同時期に開設している。
  - 6月18日、初の東京遠征ライブを行った。
  - 9月2日、「マーブル雲」が遊技施設「コンサートホール仙台駅前」のコマーシャルソングに起用され、テレビローカル局でコマーシャル放送が開始[1]。その後、約1年半にわたって放送された。
  - 9月8日、Tae-chuとして初の定禅寺ストリートジャズフェスティバルに出演。これ以降、毎年出演している[1]。
  - 12月27日、株式会社仙台放送が出版しているフリーペーパーマガジン「いまドキマガジン」[注 3]2014年1月・2月合併号にTae-chuのインタビュー記事が掲載された。
- 2014年
  - 1月15日、1stアルバムCD「mu:zik」[注 4]を全国発売リリース。
  - 3月11日、東日本大震災のあった日に合わせてiTunes Store限定配信で「かくれんぼ」をリリース。収益を東日本大震災の復興支援として寄付するためにリリースされた。
  - 4月8日、Tae-chuがラジオパーソナリティを務めるFM放送番組が開始[3]。2016年3月の閉局まで放送された。「エフエムわたり」「Tae-chuに夢中」毎月第2火曜日11:15～11:45放送。1年後の2015年4月からは毎月第1土曜日15:00～16:00放送の1時間番組に変更。
  - 5月27日、宮城テレビ放送のローカルワイド番組「OH!バンデス」の「バンデス記者」のコーナーでTae-chuが特集として放送された。
  - 7月2日、東北放送のローカルニュース番組「Nスタみやぎ」でTae-chuが特集として放送された。
  - 7月15日、仙台市教育委員会が主導する仙台市立川平小学校で行われた「自分づくり夢教室」に「仙台自分づくり教育応援団」[注 5]の講師として講演を行った[4]。それ以降、年に数回、継続して「自分づくり夢教室」の講師を務めている。
  - 10月19日、河北新報で特集記事が掲載された。『古里の良さ歌で伝える 宮城・丸森拠点のデュオ「タエチュー」』
  - 11月27日、丸森町合併60周年記念式典で合併60周年特別功労者として表彰された。合併60周年を記念して製作された健康体操「まるもり体操 2014」の作詞/作曲を手がけたり、町内のイベントに数多く出演するなど、地元に根差した活動が認められた[5] [6]。
- 2015年
  - 4月1日、初のホールコンサート開催のために、クラウドファンディングを開始[7]。
  - 7月14日、前年の丸森町合併60周年特別功労賞の受賞に引き続き、丸森町PR大使（丸森こらいん大使）に任命された。この日に丸森町役場で委嘱状の交付式が行われた[6]。
  - 7月29日、同年の4月1日より開始していたクラウドファンディングが120日の期間を終了した。目標金額に到達した[7]。
  - 8月14日、宮城県角田市の「角田スタンプ会」公認キャラクターのゆるキャラ「ガブリくん」とのコラボレーション曲「ガブガブガブリくん」を角田ふるさと夏祭りで初披露した。その後、CDリリースやコラボレーショングッズの販売などを行い、複数のイベントなどで共演している。
  - 10月10日、ユニット初の単独ホールコンサートを行った。この日を迎えるにあたって、Taeは胃潰瘍になったことを後日告白している。当日は丸森町から送迎バスが出ている。
- 2016年
  - 1月8日、Tae-chuのボーカルTaeとして宮城県角田警察一日署長を務めた[8]。
  - 4月22日、同年1月8日の角田警察一日署長に引き続き、「角田・丸森防犯広報大使」に任命され、委嘱状交付式が行われた。
  - 5月15日、SHOWROOMのイベントにTaeが参加。イベントは5月1日から5月15日までの期間で、地上波テレビ放送でMVの放送する権利を得るというものだった。そこで1位となり権利を取得した。同年後日、千葉テレビ放送の深夜番組に出演しインタビューを含めて放送された。
  - 5月10日、河北新報でシンガーソングライターTaeとしての特集記事が掲載された。タイトルは『その先へ3.11 古里の良さ歌に込め』であり、東日本大震災後の復興に尽くしている人物に焦点をあてた記事である。
  - 6月3日、丸森町役場にて丸森町役場職員への応援ソング「あなたへエールを」を披露。この模様は宮城県のローカルテレビ局それぞれ3局[注 6]の夕方のニュース番組で報道された[9]。
  - 6月10日、同年6月3日の丸森町役場でのお披露目コンサートのことが河北新報で記事として紹介された。
  - 6月17日、NHK仙台放送局の夕方のニュース番組「てれまさむね」「あの日を胸に」のコーナーで特集が放送された。
  - 7月15日、佐藤多恵として、東日本放送のローカル情報番組「突撃!ナマイキTV」の丸森町の地域リポーターとして生放送に出演。その後、不定期で数回出演した。
  - 7月29日26:30-27:00、SHOWROOMのイベント1位特典として、千葉テレビ放送の深夜番組「マスター☆コレクション」に出演、放送された。
  - 12月6日、NHK総合テレビジョンの全国放送番組「あの日わたしは 証言記録 東日本大震災」で特集の放送がされた。再放送も同年12月26日にNHK教育テレビジョンで放送された。
- 2017年
  - 4月13日、昨年に引き続き、2期目の「角田・丸森防犯広報大使」任命され、委嘱状交付式が行われた。
  - 5月21日、Tae-chuの佐藤多恵として、宮城テレビ放送の番組「発見!宮城のスマイルさん」に出演。この縁でこの番組のスポンサー宮城県民共済のCMソングに「オモイデ日記」が使用された。
  - 7月1日、前述の宮城県民共済のCM放送が開始された[10]。
  - 12月30日、同年5月に放送された宮城テレビ放送の番組「発見！宮城のスマイルさん」の総集編番組「発見!宮城のスマイルさん総集編」が放送されCMソング「オモイデ日記」がTae-chuのイメージ映像と共に番組最後の部分でフルコーラスで流れた。
- 2018年
  - 1月9日、Taeがライブストリーミングサービス「17LIVE」で配信を開始。
  - 4月上旬、Tae-chuのCDジャケットのイラストも手がける「はらだかおる」のアートユニットuwabamiの新作絵本「タヌタヌ探偵〜水玉シーツ事件〜」が発売された。Tae-chuが描かれている。
- 2019年
  - 5月27日、4thフルアルバムリリース記念の無料ワンマンコンサートの企画として、クラウドファンディングを2019年7月31日までの期間で実施。155%の目標達成となった[11]。

## ディスコグラフィー
| No. | リリース       | タイトル                               | 規格               | 規格品番  | 収録曲 | 備考                                      |
| --- | -------------- | -------------------------------------- | ------------------ | --------- | --- | ----------------------------------------- |
| 1   | 2013年5月11日  | Tae-chu                                | CDシングル         | TAE-001   | 1. マーブル雲 2. 乙女座 3. 愛の熱 | CD完売 ダウンロード販売のみ               |
| 2   | 2014年1月15日  | mu:zik                                 | CDアルバム         | DDCZ-1932 | 1. 素晴らしい世界 2. マーブル雲～風からのお便り～ 3. 夏色ストーリー 4. 言葉の色 5. 夢みた背中 6. ぱっつん前髪 7. ラブレター 8. 魔法のメロディー 9. 寒いよ。 10. 三月の桜 11. 雨音のオルゴール 12. 素敵な一日                   | サブスクリプションで配信開始              |
| 3   | 2014年3月11日  | かくれんぼ                             | ダウンロード       | GCTC-1403 | 1. かくれんぼ | ダウンロード販売のみ                      |
| 4   | 2014年4月11日  | Tae-chuボーナストラック01              | CDシングル         | TAE-0002  | 1. マーブル雲 2. 最後の雨(Studioリハ) | 配布終了                                  |
| 5   | 2014年8月9日   | Tae-chuボーナストラック02              | CDシングル         | TAE-0003  | 1. マーブル雲 2. たたかう小さな戦士(Studioリハ) | 配布終了                                  |
| 6   | 2014年10月15日 | オモイデ日記                           | CDシングル         | TAE-0004  | 1. オモイデ日記 2. たたかう小さな戦士 3. あぶくまの里 |                                           |
| 7   | 2015年10月7日  | 命の時間                               | CDアルバム         | TAE-0005  | 1. 生まれ変わることができるのなら 2. ぱっつん前髪～ナマステ島への旅立ち～ 3. 命の時間 4. 百万年 5. 10年後のタイムカプセル 6. 優しい時間 7. 手紙 8. たたかう小さな戦士 9. からっぽ 10. かくれんぼ 11. 駆け抜けた夏 12. 心の薬箱 | サブスクで配信開始                        |
| 8   | 2015年11月18日 | ガブガブガブリくん                     | CDシングル         | TAE-0006  | 1. ガブガブガブリくん 2. 素敵な一日(Remix) 3. ガブガブガブリくん(Instrumental) |                                           |
| 9   | 2016年2月3日   | 命の時間～出逢いの中に見つけたキセキ～ | DVDライブ          | TAE-0007  | ライブ | 完売                                      |
| 10  | 2016年6月8日   | サプリ                                 | CDシングル         | TAE-0008  | 1. 乙女座 2. きらいでもすき 3. あなたへエールを |                                           |
| 11  | 2016年11月2日  | 大人って                               | CDシングル         | TAE-0009  | 1. 大人って 2. 通話料金 3. 泣きたい時は泣きたいと言って |                                           |
| 12  | 2017年6月7日   | 愛とＩ～愛ってなんだろう～SONG CLIPS   | DVDライブ          | TAE-0010  | ライブ | 完売                                      |
| 13  | 2017年12月27日 | Taeバースデーワンマンライブ            | DVDライブ          | TAE-0011  | ライブ |                                           |
| 14  | 2018年6月13日  | Do you know love, love, love...        | CDアルバム         | TAE-0012  | 1. 三月の桜 2. 仮面の下 3. ふれて 4. この恋で終わりにしませんか 5. コイネツ 6. 最後の雨 7. again 8. 侍ビール 9. 君の声が大好き 10. 小さな君へ 11. 一人じゃなくみんなで見る夢を 12. 涙の雫                                      | 「涙の雫」のMVは9月に千葉県で撮影された。 |
| 15  | 2018年6月6日   | Tae-chuの小部屋SE                      | CDサウンドトラック | TAE-0013  | 1. Tae-chuの小部屋SE | 手焼きCD。ライブ会場物販でのみの限定販売  |
| 16  | 2019年6月19日  | ゆるやかな坂道                         | CDアルバム         | TAE-0014  | 1. クワガタ 2. 希望の種 3. 僕らしくいるため 4. 夢の途中 5. オモイデ日記 6. ただ好きだ 7. 想い 8. ストーリー 9. 明日を夢見て 10. マーブル雲 11. 生まれてこれてよかった 12. 新しい世界                                           |                                           |
| 17  | 2022年3月16日  | えにしゆるやかな坂道                   | CDアルバム         | TAE-0015  | 1. 世界を想う 2. バトン 3. えにし 4. 大好きを声に出して 5. 誰が決めた 6. どうして伝わらないんだろう 7. 愛するチャンス 8. 守りたいもの                                                                                          |                                           |

## 主なライブ
- 2013年3月19日 【宮城・仙台】吹奏楽酒場「宝島。」
  - Tae-chu結成後の初ライブ。
- 2013年6月18日 【東京・駒沢】STRAWBERRY FIELDS
  - 初の東京遠征ライブ。
- 2013年9月8日 【宮城・仙台】定禅寺ストリートジャズフェスティバル
  - Tae-chuとして初の出演。毎年出演の恒例のフリーライブとなっている。
- 2013年10月6日 【宮城・丸森】サイクルフェスタ丸森
  - 毎年出演の恒例のフリーライブとなっている。
- 2014年1月15日 【宮城・仙台】吹奏楽酒場「宝島。」
  - 初のアルバムCD「mu:zik」リリースライブ。
- 2014年6月14日 【福岡・福岡】B.B. Kenchan
  - 初のアルバムCD「mu:zik」の発売記念ツアーとして初の福岡遠征ライブを行っている。
- 2014年8月2日 【宮城・丸森】TAKE1060inまるもり
  - 毎年出演の恒例のフリーライブとなっている。
- 2014年12月23日 【宮城・仙台】SENDAI KOFFEE CO.
  - タイトル『Tae-chuの小部屋 ～丸森の「オモイデ」産地直送～』の初のワンマンライブ。サポートとしてヴァイオリンの佐藤実治[注 7]が参加。また、Tae-chuが丸森町合併60周年特別功労者として表彰されたこともあり丸森町長も観覧。
- 2015年1月15日 【兵庫・西宮】フレンテホール
  - 初の兵庫遠征ライブ。兵庫・淡路大震災メモリアルコンサートに出演した。3日間滞在して他のライブにも出演した。
- 2015年4月29日 【宮城・角田】かくだ菜の花まつり
  - 阿武隈川の河川敷の広大な菜の花畑をバックに歌うフリーライブ。毎年出演の恒例のライブである。
- 2015年6月11日 【北海道・札幌】札幌ファクトリーアトリウム
  - 初の北海道遠征ライブ。5日間滞在して他に札幌や小樽でもライブを行った。
- 2015年10月10日 【宮城・仙台】宮城野区文化センター パトナホール
  - タイトル「命の時間 出逢いの中に見つけたキセキ」。ユニット初の単独ホールコンサート。約380人収容の会場で行った。ティーナ・カリーナなどのサポートを務めるギターのnakaokaanなどのフルバンド構成でのコンサートであった。
- 2016年6月5日 【宮城・仙台】カフェ モーツァルト アトリエ
  - タイトル「見せてあげる 意外とTae-chu」。サポートにベースが入った60人規模のワンマンライブ。NHK仙台放送局のカメラ取材が入り後日放送された。また、この日、新CD「サプリ」が先行リリースされた。
- 2016年6月15日 【愛知・名古屋】ハートランド
  - 初の愛知遠征ライブ。名古屋と大阪の3日間のライブツアーを行った。
- 2016年9月10日 【宮城・仙台】創作ダイニング Start
  - タイトル『Taeバースデー1日過ぎちゃったけどランチライブ』の初のバースデーワンマンライブ。
- 2016年10月29日 【宮城・仙台】SENDAI COFFEE CO.
  - タイトル『OH!楽！ショータイム！』。同年下半期のTae-chu最大のおすすめライブという名目で、「ダイナマイトしゃかりきサ〜カス」を迎えての２マンライブ。Tae-chuのサポートとしてパーカッションの「Miuji」が参加している。また、新CD「大人って」が先行リリースされた。
- 2017年4月23日 【宮城・仙台】retro BackPage
  - タイトル『愛とＩ ～愛ってなんだろう～』。ギター、パーカッション、ヴァイオリン、ヴィオラをサポートに迎えた6人編成のワンマンライブ
- 2017年5月14日 【愛知・名古屋】栄ミナミ音楽祭
  - 初の栄ミナミ音楽祭出演。
- 2017年7月23日 【宮城・仙台】Jazz Me Blues noLa
  - タイトル『ミュージック旋風 心惹く、すきとおる夏』。ギターサポートをつけてのワンマンライブ。
- 2017年9月9日 【東京・北参道】GRAPES KITASANDO
  - タイトル『Taeバースデーワンマンライブ』。パーカッションサポートをつけてのワンマンライブ。
- 2017年12月24日 【宮城・仙台】Jazz Me Blues noLa
  - タイトル『あたたかな冬にする。Tae-chu総集編』。ギターサポートをつけてのワンマンライブ。
- 2018年6月9日 【宮城・仙台】Jazz Me Blues noLa
  - タイトル『Do yow know love,love,love…レコ発ダブルワンマンライブ』。ギター、ヴァイオリンサポートをつけてのワンマンライブ。この日、タイトルにある3rdアルバムを先行リリースした。
- 2018年7月7日 【東京・板橋】板橋ファイト
  - タイトル『Do yow know love,love,love…レコ発ダブルワンマンライブ』。6月のレコ発ワンマンライブに続く東京でのワンマンライブ。
- 2018年9月16日 【宮城・丸森】
  - タイトル『子供たちとTae-chuのスペシャルコンサート』。ギター、フルートサポートをつけて、小学生と共に歌ったワンマンコンサート。会場は丸森町の「蔵の郷土館齋理屋敷」で開館30周年企画の一環として行われた。
- 2019年6月16日 【東京・板橋】 板橋ファイト
  - タイトル『ゆるやかな坂道リリースワンマンライブ』。パーカッションサポートをつけてのワンマンライブ。4thアルバムを先行リリースした。
- 2019年8月7日 【宮城・仙台】 誰も知らない劇場
- 2020年8月9日【宮城・仙台】Tae-chuワンマンコンサートDream「伝えたい10の言葉」仙台retro Back Pageで開催。
- 2022年3月13日【宮城・仙台】アルバムリリースコンサート縁〜えにし〜ピアノサロン・ルフランで開催。